# Tehmaz
Tehmaz (tiếng Ả Rập: طهماز) là một ngôi làng Syria nằm ở phó huyện Uqayribat thuộc huyện Salamiyah, Hama. Theo Cục Thống kê Trung ương Syria (CBS), Tehmaz có dân số 432 người trong cuộc điều tra dân số năm 2004.